# Terbium(IV)-fluorid
Terbium(IV)-fluorid ist eine anorganische chemische Verbindung des Terbiums aus der Gruppe der Fluoride.

## Gewinnung und Darstellung
Terbium(IV)-fluorid kann durch Reaktion von Terbium(III)-chlorid oder Terbium(III)-fluorid mit Fluor bei 320 °C gewonnen werden.
{\displaystyle \mathrm {2\ TbF_{3}+F_{2}\longrightarrow 2\ TbF_{4}} }
Ebenfalls möglich ist die Synthese aus Terbium(III)-fluorid mit Xenonfluoriden XeFx (x=2,4 oder 6) oder Kryptondifluorid.

## Eigenschaften
Terbium(IV)-fluorid ist ein weißer Feststoff, der unlöslich in Wasser ist. Er besitzt eine monokline Kristallstruktur isotyp zu der von Uran(IV)-fluorid.